# WASP-9b
WASP-9b Es un planeta extrasolar que orbita la estrella WASP-9, estrella de magnitud aparente 10.2, tipo espectral G0 y que posee una temperatura en su fotósfera de 5900 K. Se encuentra a unos 450 años luz de distancia. Su radio y masa indican que posiblemente se trate de un gigante gaseoso, similar a Júpiter, aunque por su cercanía con su estrella (un 3.1% de la distancia de la Tierra al Sol), se clasificaría como un Júpiter caliente. No ha sido informada su ascensión recta ni su declinación.